# Будинок Сироткіна
Будинок Сироткіна — колишній прибутковий будинок, пам'ятка архітектури, історії та монументального мистецтва, одна з найкрасивіших будівель історичного центру Києва, на момент спорудження (1902 рік) — найвищий житловий будинок Києва. Розташований на розі вулиць Володимирської та Прорізної (офіційна адреса — Володимирська вулиця, 39/24, у деяких джерелах — Прорізна вулиця, 24/39).
Зведений у 1899—1902 роках архітектурною фірмою Шимана та Гілевича у стилі неоренесансу з елементами раннього модерну. Першим замовником був Павло Григорович-Барський, після його банкрутства будинок перейшов у власність до Олександра Григоровича Сироткіна.
Наказом Міністерства культури України від 21 жовтня 2011 року № 912/0/16-11 внесений до переліку пам'яток місцевого значення під номером 144-Кв.

## Історія
Ділянка, де розташований сучасний будинок, у середині XIX століття належала дружині надвірного радника Олені Поповій. Згідно архівних даних за 1864 рік, тут існував одноповерховий мурований будинок, критий залізом. Архіви 1871 року більш детально описують садибу, яка була досить типовою для тогочасного Києва: одноповерховий будинок на тринадцять кімнат, дерев'яний флігель, господарське подвір'я із стайнею, каретнею і коморою, два палісадники, дерев'яна купальня та фруктовий сад із альтанкою. У грудні 1878 року садибу продали поміщику Андрію Петровичу Тарновському, представнику родини меценатів і колекціонерів українських старожитностей Тарновських.
Наприкінці 1899 року садибу за 125 тисяч рублів придбав Микола Олександрович Григорович-Барський, правнук архітектора Івана Григоровича-Барського та власник сусіднього будинку № 17 по вулиці Прорізній, а в лютому наступного, 1900 року, подарував її своєму синові Павлу. Останній бажав спорудити на цій ділянці найвищий та найрозкішніший прибутковий будинок у Києві. Для проведення будівельних робіт, які почалися того ж року, запросили архітектора Карла Шимана та цивільного інженера Олександра Гілевича, перший з яких розробив проєкт будинку, а другий мав керувати будівництвом. Однак, архітектурні амбіції Павла Григоровича-Барського йшли всупереч його фінансовим можливостям: власних коштів не вистачало на будівництво, тому він під заставу майбутнього будинку взяв кілька позик: у кредитній спілці, у купця Олександра Сироткіна та у генерала Віктора Саранчова.
Зведення цього будинку, який мав стати на той час найвищим у Києві, викликало жвавий інтерес у місцевої преси, яка пильно слідкувала за перебігом будівництва. Так, газета «Киевлянин» у серпні 1900 року повідомила, що спорудження коробки будинку вже завершується, а орієнтовний кошторис робіт становить близько 300 000 рублів. П. Григорович-Барський почав навіть перемовини із низкою підприємців щодо здачі в оренду торговельних приміщень на першому поверсі будинку.
Проте, на хід будівництва вплинули зовнішні фактори: наприкінці 1900 — на початку 1901 років «будівельний бум», який почався 1898 року, досяг свого максимуму, внаслідок чого піднялися ціни на будівельні матеріали та робочу силу. Кошти, узяті в кредит для будівництва, закінчилися, а поки власник проводив перемовини щодо повторного кредитування, за «піком» «будівельного бума» у середині 1901 року почався цілком закономірний спад, ринок нерухомості перенасичився, ціни на нерухомість і, відповідно, рентабельність будівництва впали. Зведення будинку Григоровича-Барського припинилося, сам власник, щоб розрахуватися по векселях, був змушений наприкінці 1901 року виставити садибу із недобудованим будинком, на аукціон. Переможцем аукціону став Олександр Сироткін, який, володіючи одним з трьох векселів, виданих Григоровичу-Барському, рішуче підняв ціну. Сироткін був купцем 2-ї гільдії та власником свічкового заводу на Подолі. Маючи достатньо коштів, він у 1902—1903 роках завершив спорудження, зовнішнє та внутрішнє оздоблення будинку, провів у ньому електричне освітлення та спорудив ліфт.
З будинком Сироткіна пов'язаний вельми гучний скандал. Почалося з того, що у 1902 році О. Сироткін вирішив додатково спорудити у подвір'ї триповерховий флігель, доручивши роботи Карлу Шиману — архітектору, який будував головний будинок. Під час будівництва, через просідання старої пожежозахисної стіни — брандмауера, у новобудові з'явилися значні тріщини, це випадково помітила інспекційна комісія у складі губернського інженера Володимира Безсмертного, міського архітектора Олександра Кривошеєва та молодшого інженера губернського будівельного відділення Костянтина Сроковського. У липні 1902 року комісія провела дослідження будівельних робіт і виявила, що фактично керував усіма будівельними роботами із спорудження як флігеля, так і житлового будинку, архітектор Карл Шиман, який не мав права цього робити, адже не мав необхідного для цього свідоцтва техніка-будівника. Натомість інженер Олександр Гілевич, який офіційно мав потрібну кваліфікацію та мусив безпосередньо контролювати процес будівництва, на місці будівництві не з'являвся, про що свідчить відповідний акт перевірки, підписаний В. Безсмертним і О. Кривошеєвим.
|  | Під час огляду комісією садиби Сироткіна, був присутнім пан на прізвище Шиман, який заявив, що він є особою, яка спостерігала та керувала ходом будівництва...Однак, через те, що він, п. Шиман, прав на проведення будівельних робіт не має, то офіційним відповідальним техніком на цьому будівництві є інженер шляхів сполучення п. Гілевич, який і надав управі відповідну підписку. Те саме підтвердив і власник будинку, п. Сироткін. Ані п. Сироткін, ані будь-хто із присутніх на будівництві, — п. Гілевича на даному будівництві не бачили, адже його нагляд був фіктивним. Оригінальний текст (рос.) Во время осмотра комиссией усадьбы Сироткина присутствовал некто г. Шиман, который заявил, что он является лицом, наблюдавшим и руководившим постройкой... Но т.к. он, г. Шиман, прав на производство строительных работ не имеет, то официальным ответственным техником на данной постройке является инженер путей сообщения г. Гилевич, который и дал управе соответствующую подписку. То же подтвердил и хозяин дома г. Сироткин. Ни г. Сироткин, ни кто-либо из находящихся на постройке, — г. Гилевича на данной постройке не видели, ибо наблюдение его являлось фиктивным |

Виявилося, що це був не перший випадок, коли Шиман, прикриваючись ім'ям Гілевича (а до нього — ім'ям архітектора Стефана Рикачова), незаконно керував будівництвом. Втім, карати за це нікого не стали, лише призначили Костянтина Сроковського наглядачем за будівельними роботами. Цікаво, що Сроковський напрочуд відповідально ставився до своїх нових обов'язків, контролюючи кожен крок будівництва, і це викликало обурення власника, О. Сироткіна, який, не маючи змоги сперечатися з офіційною особою, помстився Сроковському, написавши в доповідній записці про усунення недоліків його прізвище (начебто, помилково) як Сраковський. А Карл Шиман згодом заснував приватне архітектурне бюро, на фірмових бланках якого, у «шапці»-брифкопфі, розмістив зображення будинку Сироткіна як рекламу.
У новозбудованому будинку розмістилися різноманітні магазини, аптека, мебльовані кімнати «Палермо» та окремі розкішні квартири. У наріжній частині не пізніше 1906 року відкрилася кондитерська «Маркіза», назва якої заплутує дослідників історії: на вивісці назва була написана як «Marquise» (фр. «маркіза»), проте у довідниках початку XX століття вона вказувалася у чоловічому роді — рос. дореф. «Маркізъ».
Після смерті О. Сироткіна у 1910 році будівлю успадкувала його вдова, Ірина Петрівна Сироткіна. Після встановлення у Києві радянської влади будівлю націоналізували. У 1930-х роках у наріжному приміщенні, де було кафе «Маркіза», містився ресторан «Спартак», наприкінці 1940-х років тут відкрився перший у Києві бар «Коктейль-хол», перетворений у 1950-х роках, у рамках боротьби із космополітизмом, на кафе «Чайка». Пізніше, коли почав розвиватися рух поріднених міст «Чайку» перейменували на «Лейпциг», на честь міста-побратима Києва, та зробили з нього ресторан німецької кухні.
Натомість, житлова частина будинку у другій половині XX століття поступово руйнувалася і у 1985—1986 роках мешканців виселили для проведення капітального ремонту будинку. Втім, через складну економічно-політичну ситуацію в країні ремонт довго не починався, будинок стояв незаселений. У 1992 році у ньому спалахнула пожежа, яка знищила частину інтер'єру. Зрештою, в 1997—1999 роках провели реконструкцію фасадів, відновили наріжну вежу, зруйновану у 1950-х роках, зовнішнє оздоблення та фарбування стін.
У липні 2004 року Київрада продала земельну ділянку з будинком підприємству «Гранд Плаза», дочірній компанії корпорації «Gelegen Inc.» (США). Нові власники, залучивши інвестиції від корпорації «Індустріальний союз Донбасу», планували створити у будинку п'ятизірковий готель «Лейпциг» на 209 номерів, проте ці плани так і не були втілені у життя. Наприкінці 2009 року будинок придбала компанія «ISTIL Real Estate», яка також планувала відкрити готель на 180 номерів (пізніше їх запланована кількість скоротилася до 173) навесні 2012 року до чемпіонату Європи з футболу. З цією метою новий власник навіть уклав угоду із міжнародною мережею готелів Marriott International про управління новим готелем під назвою Renaissance Kiev Hotel. При цьому зірковість готелю скоротилася з п'яти зірок до чотирьох, адже у будинку не можна було за містобудівними нормами влаштовувати басейн, передбачений стандартами п'ятизіркового готелю. Втім, у 2015 році власник «ISTIL Real Estate», британський бізнесмен Мохаммад Захур через проблеми із фінансуванням заморозив реконструкцію будинку.

## Опис
Будинок Г-подібний у плані, трисекційний, має чотири поверхи. На першому поверсі розташовувалися торговельні приміщення, на інших — п'яти- та шестикімнатні квартири.
Фасади мають симетрично-осьову композицію та оздоблені в еклектичному стилі з елементами неоренесансу, бароко та раннього модерну. Центральні осі та фланги фасадів акцентовані ускладненими завершеннями у вигляді фігурних аттиків і дахових вежок. Розкріповки фасадів завершені мансардними вікнами у стилі раннього модерну, завершеними фронтонами із цибулястими маківками. Особливістю будинку є пишний, багатий декор із рельєфними деталями, скульптурами та орнаментом. На балконах частково збереглися оригінальні литі та ковані ґрати.
Наріжну частину будинку у первісному плані увінчувала баня у стилі ренесансу, із ліхтариком і шпилем, втрачена у 1950-х роках, ймовірно, під час боротьби з так званими архітектурними надлишками, і відновлена у 1990-х роках. «Родзинкою» оздоблення наріжної частини є скульптурна композиція з двох напівлежачих жіночих постатей під карнизом.
Оригінальний інтер'єр будинку, втрачений у другій половині XX століття, відрізнявся розкішною ліпниною, грубами із рельєфними кахлями.

## Визначні люди
У 1900—1910 роках у цьому будинку проживав музикант, соліст оркестру київської опери, професор Київської консерваторії Олександр Химиченко. 
У 90-х роках ХХ століття у будинку під час реконструкції мешкав письменник Олесь Ульяненко. 

## Згадки в мистецтві
Кафе «Маркіз», яке розташовувалося на першому поверсі будинку, згадується у романі М. Булгакова «Біла гвардія» (як цукерниця «Маркіза»).